# Martin Reeh
Martin Reeh (* 1967) ist ein deutscher Journalist.
Reeh arbeitete zunächst als freier Journalist, insbesondere in den Bereichen Energie- und Klimapolitik. Er veröffentlichte u. a. in Analyse & Kritik, in der Zeit, in der Jungle World, in der Berliner Zeitung, in der Berliner Morgenpost, in der jungen welt. Ferner schrieb er für die Blätter für deutsche und internationale Politik, deren Redaktion er angehörte. Außerdem war er Redakteur des Magazins Klimaretter.info, welches in der Kategorie Information für den Grimme Online Award nominiert war. 2013 wurde er Redakteur im Meinungsressort der Tageszeitung taz. 2014 wurde er Leiter des Inlandsressorts der taz in Berlin. Von Februar 2018 bis 2020 war er Korrespondent in der Parlamentsredaktion der taz. Seit 2020 ist er Pressesprecher des Landesrechnungshofs von Berlin.